# Ichneumon maius
Ichneumon maius là một loài tò vò trong họ Ichneumonidae.